# Stonychophora nigerrima
Stonychophora nigerrima är en insektsart som först beskrevs av Brunner von Wattenwyl 1888.  Stonychophora nigerrima ingår i släktet Stonychophora och familjen grottvårtbitare. Inga underarter finns listade i Catalogue of Life.